# NGC 5488
NGC 5488 este o intermediate spiral galaxy⁠(d) situată în constelația Centaurul. A fost descoperită în 8 iunie 1837 de către John Herschel. Se află la o distanță de 55,98 de megaparseci de Pământ.